# Моррісвілл (Міссурі)
Моррісвілл (англ. Morrisville) — місто (англ. city) в США, в окрузі Полк штату Міссурі. Населення — 376 осіб (2020).

## Географія
Моррісвілл розташований за координатами 37°28′39″ пн. ш. 93°25′50″ зх. д. / 37.47750° пн. ш. 93.43056° зх. д. (37.477389, -93.430454).  За даними Бюро перепису населення США в 2010 році місто мало площу 1,66 км², з яких 1,66 км² — суходіл та 0,01 км² — водойми.

## Демографія
Згідно з переписом 2010 року, у місті мешкало 388 осіб у 153 домогосподарствах у складі 110 родин. Густота населення становила 233 особи/км².  Було 166 помешкань (100/км²).
Расовий склад населення:
| - 94,3 % — білих - 1,0 % — чорних або афроамериканців - 0,8 % — корінних американців |

До двох чи більше рас належало 3,6 %. Частка іспаномовних становила 1,8 % від усіх жителів.
За віковим діапазоном населення розподілялося таким чином: 24,7 % — особи молодші 18 років, 61,1 % — особи у віці 18—64 років, 14,2 % — особи у віці 65 років та старші. Медіана віку мешканця становила 37,6 року. На 100 осіб жіночої статі у місті припадало 101,0 чоловіків;  на 100 жінок у віці від 18 років та старших — 101,4 чоловіків також старших 18 років.
Середній дохід на одне домашнє господарство  становив 46 590 доларів США (медіана — 33 333), а середній дохід на одну сім'ю — 56 484 долари (медіана — 46 406). За межею бідності перебувало 27,8 % осіб, у тому числі 36,5 % дітей у віці до 18 років та 9,1 % осіб у віці 65 років та старших.
Цивільне працевлаштоване населення становило 126 осіб. Основні галузі зайнятості: освіта, охорона здоров'я та соціальна допомога — 15,9 %, виробництво — 13,5 %, роздрібна торгівля — 12,7 %.